# 蔚山远东广播
蔚山远东广播（朝鲜语：울산극동방송）是位于韩国蔚山南区的远东广播公司（FEBC）的地方制作中心。

## 所在地
- 蔚山南区也音2洞459-7（459-7, Yaeum 2-dong, Namgu, Ulsan-si, KOREA.）

## 沿革
- 2002年2月25日 - 开局（呼号为HLQR-FM）。

## 广播频率
| 发射地 | 呼号    | 频率        | 发射功率 |
| 舞龙山 | HLQR-FM | FM 107.3MHz | 3kW      |